# 桑落洲
桑落洲，中国古代长江上的岛洲。
桑落洲在今江西省九江市东北、安徽省宿松县西南长江中。相传江水泛涨，有一桑流至此地，而得名。是东晋、南朝战略要地和重要门户。《资治通鉴》、《宋书·武帝纪上》记载东晋元兴三年（404年），刘裕遣何无忌、刘道规败桓玄将何澹之、郭铨等于桑落洲，遂克湓口，众军进据寻阳。《晋书·安帝纪》、《资治通鉴》记载东晋义熙六年（410年），卫将军刘毅及卢循战于桑落洲，毅兵大败，弃船，以数百人步走，余众皆为循所虏，所弃辎重山积。梁承圣元年（552年）陈霸先帅甲士三万，舟舰二千，自南江出湓口，次桑落洲，会王僧辩于白茅湾（在洲西）。元明之际，渐靠北岸，南岸开始坍塌。明朝末年大部坍入江中。